# Montserrat Cervera i Millet
Montserrat Cervera i Millet (* 1927 in Santiago de Cuba; † 12. Oktober 2020) war eine katalanische Violinistin und Musikpädagogin.

## Leben und Werk
Montserrat Cervera wurde 1927 in Santiago de Cuba in eine katalanische Schauspielerfamilie auf Tournee hinein geboren. Als Montserrat vier Jahre alt war, kehrte ihre Familie nach Katalonien zurück. Montserrat Cervera studierte Violine bei Joan Massià und George Enescu. 1951 war sie Mitgründerin des Streicherensemble I Musici. Mit diesem Ensemble spielte sie Tonträger ein und ging auf Tourneen. 1963 gründete sie mit ihrem Bruder Marçal Cervera in Rom das Quartet Brahms de Roma. Montserrat Cervera kombinierte ihre Konzerttätigkeit mit einem Lehrauftrag am Conservatorio di Musica Santa Cecilia in Rom.